# Železniška postaja Rakek
Železniška postaja Rakek je ena izmed železniških postaj v Sloveniji, ki oskrbuje bližnje naselje Rakek.

## Storitve
- WC sanitarije